# 四渎四
四渎四（麒麟座ε），又名BD+04 1236，HD 44769、SAO 113810、HR 2298，是麒麟座的一颗恒星，视星等为4.44，位于銀經205.68，銀緯-4.03，其B1900.0坐标为赤經6h 18m 28.1s，赤緯+4° -4.03′ 38″。